# Mèric
Mèric (en llatí Mericus) fou un cap de mercenaris hispans al servei de Siracusa en el temps que aquesta ciutat era assetjada per Marc Claudi Marcel III (212 aC).
Després de la sortida d'Epícides de Siracusa i la massacre dels oficials que havia deixat amb el comandament, van ser nomenats sis generals o pretors, un dels quals fou Mericus. Però aquest va establir correspondència amb un cap mercenari hispà al servei dels romans i aprofitant que tenia el comandament de l'illa d'Ortígia va acceptar introduir una unitat romana a la fortalesa mercès al qual Marcel es va fer amo de la ciutat.
Mèric va entregar a Marcel el comandament de la ciutat i fou recompensat per la seva traïció amb el dret d'anar al costat del general romà en el seu triomf i rebent una ovació i una corona d'or, a més d'obtenir la ciutadania romana i 500 jugueres de terra.